# Sidi Abdallah
Sidi Abdallah (franska: Sidi Abdallah (CR), Sidi Abdallah (Commune Rurale), arabiska: أولاد حسون حمري) är en kommun i Marocko.   Den ligger i provinsen Rehamna och regionen Marrakech-Safi, 180 km sydväst om huvudstaden Rabat. Antalet invånare är 10 175.